# X500
X500 es una película dramática colombiana en coproducción con Canadá y México, dirigida por Juan Andrés Arango y protagonizada por Jembie Almazán, Bernardo Garnica Cruz y Jonathan Díaz Angulo. La película se estrenó en la sección Contemporary World Cinema en el Festival Internacional de Cine de Toronto en 2016.

## Sinopsis
La película cuenta historias temáticamente interrelacionadas pero dramáticamente separadas de tres jóvenes en Canadá, Colombia y México, que luchan por adaptarse a una nueva y desconocida situación de vida. La cinta presenta diálogos en inglés, francés, español, tagalo y mazahua.

## Reparto
- Jembie Almazán
- Bernardo Garnica Cruz
- Jonathan Díaz Angulo